# Banda Sinfónica Municipal de Madrid

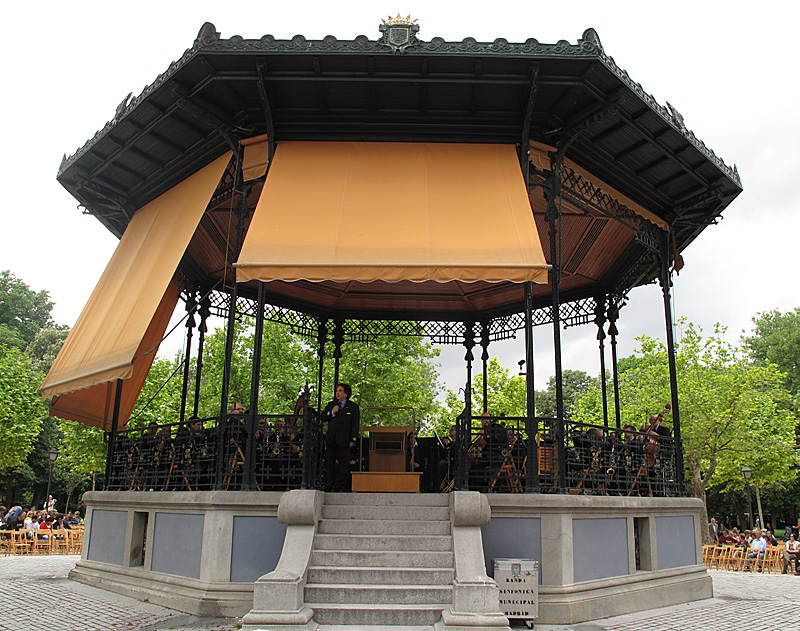

La Banda Sinfónica Municipal de Madrid (BSMM) es una gran agrupación musical híbrida en la que los instrumentos de cuerda ceden su protagonismo a las secciones de viento. Su actividad se centra en Madrid, con ciclos de conciertos de verano e invierno.
A través de sus más de 100 años de historia, han pasado por sus filas algunos de los mejores compositores, instrumentistas y directores españoles, como Ricardo Villa, Pablo Sorozábal, Manuel Lillo Torregrosa, Carmelo Bernaola, Jesús Villa-Rojo, Moisés Davia, Enrique García Asensio, Miguel Yuste, José María Martín Domingo, Julián Menéndez González y Severiano Menéndez González.

## Directores
Los directores que han ocupado el pódium en todo este tiempo, por orden cronológico son los siguientes:
- Ricardo Villa González - Director fundador (1909-1935)
- Pablo Sorozábal (1936-1939)
- Manuel López Varela (1944-1950)
- Jesús Arambarri Garate (1953-1960)
- Victorino Echevarría López (1949-1961)
- Rodrigo de Santiago (1967-1977)
- Moisés Davia Soriano (1979-1985)
- Pablo Sánchez Torrella (1986-1992)
- Enrique García Asensio (1993-2012)
- Rafael Sanz-Espert(2013-2018)
- Jan Cober (desde 2020)

## Subdirectores
Los subdirectores que han ocupado el pódium en todo este tiempo, por orden cronológico son los siguientes:
- José Garay - Subdirector fundador (1909)
- Miguel Yuste Moreno (1909-1931)
- José María Martín Domingo (1931-1959)
- Julio Molina Prieto (1961-1979)
- Ignacio Hidalgo Ortiz (1979-1984)
- Juan Foriscot Riba (1985-2013)
- Francisco Javier Martínez Arcos (2013-2020)
- Enrique de Tena Peris (2020-2024)
- Sergio Casas Santos (desde 2024)

## Grabaciones
Ha grabado discos, la mayoría con RTVE-Música como compañía discográfica.
- Homenaje a Manuel Lillo. Fiesta Mediterránea CD

- El Pasodoble CD y MC

- Maestros del Pasodoble CD y MC

- Pasodobles Taurinos CD y MC

- Premios Maestro Villa CD

- Obras para banda de compositores valencianos CD

- Homenaje a Jacinto Guerrero CD y MC

- Festival de la Zarzuela CD y MC

- Homenaje a Francisco Barbieri CD y MC

- Viva lo Nuestro CD

- Joaquín Rodrigo: Música para Banda

- Homenaje a Francisco Barbieri CD

- Francisco Alonso: Música para Banda CD

- Premios Maestro Villa: Obras de Banda CD

- Homenaje al Maestro Gracia CD

- Obras para banda de compositores valencianos (n.º 4) CD